# Night Walk
「Night Walk」（ナイト・ウォーク）は、DA PUMPの楽曲。同グループ18枚目のシングルとして2003年7月9日にavex tuneから発売された。

## 概要
- 初となるセルフプロデュース作品。
- 売り上げ枚数2万6257枚。
- 第45回日本レコード大賞金賞受賞。
- PV監督は小林啓一。
- 松本圭司との初タッグ作品で、メンバーたちが踊っている姿は福岡のダンサーチーム「BE-BOP CREW」を参考にした。
- 2003年6月30日HEY!HEY!HEY! MUSIC CHAMPに出演。
- 2003年7月11日FUNに出演。
- 2003年9月22日HEY!HEY!HEY! MUSIC CHAMPに出演。

## 収録曲
1. Night Walk [4:41]
作詞・作曲：DA PUMP、編曲：KEIJI MATSUMOTO
2. Sound of Bounce(3:26)
作詞：m.c.A・T・KEN、作曲・編曲：AKIO TOGASHI
テレビアニメテレビアニメ「DEAR BOYS」オープニングテーマ
3. Stay with me(5:18)
作詞：Masao Montemayor、作曲：MASAHIRO ARAKAWA、編曲：K-Muto
沖縄のバンド「ISLAND」のカバー
4. Make it hot(4:19)
作詞・作曲・編曲：DA PUMP
5. Night Walk (Bonus Track)(4:40)
6. Sound of Bounce (Bonus Track)(3:26)
7. Stay with me (Bonus Track)(5:17)
8. Make it hot (Bonus Track)(4:20)

## 収録アルバム

### Night Walk
- ライブ『Da Best of DA PUMP JAPAN TOUR 2003 REBORN』（2003年11月27日）
- オリジナル『疾風乱舞 -EPISODE II-』（2004年7月7日）
- ベスト『Da Best of Da Pump 2 plus 4』（2006年3月8日）

### Sound of Bounce
- ライブ『Da Best of DA PUMP JAPAN TOUR 2003 REBORN』（2003年11月27日）

### Stay with me
- ISLAND『stay with me』（1993年11月24日）
- オムニバス『DRESS UP～avex COVER SONGS collection』（2003年9月25日）

### Make it hot
- オリジナル『疾風乱舞 -EPISODE II-』（2004年7月7日）
※YUKINARIがアルバムバージョンに編曲し直した『Make it hot '04』として収録された